# Посольство України в Йорданії
Посольство України в Йорданському Хашимітському Королівстві — дипломатична місія України в Йорданії, знаходиться в місті Амман.

## Завдання посольства
Основне завдання Посольства України в Аммані представляти інтереси України, сприяти розвиткові політичних, економічних, культурних, наукових та інших зв'язків, а також захищати права та інтереси громадян і юридичних осіб України, які перебувають на території Йорданії.
Посольство сприяє розвиткові міждержавних відносин між Україною і Йорданією на всіх рівнях, з метою забезпечення гармонійного розвитку взаємних відносин, а також співробітництва з питань, що становлять взаємний інтерес.

## Історія дипломатичних відносин
Йорданське Хашимітське Королівство визнало незалежність України 28 грудня 1991 року. 19 квітня 1992 року було встановлено дипломатичні відносини між Україною та Йорданією.
У січні 2002 року в Йорданії розпочало свою діяльність Консульство України в Аммані, яке у лютому 2003 року було реорганізовано в Посольство України в Йорданії. З грудня 2000 року діє Почесне консульство Йорданії в Києві.

## Керівники дипломатичної місії
1. Микитенко Євген Олегович (1997–2001)
2. Нагайчук Віктор Іванович (2003–2006)
3. Дяченко Ігор Олександрович (2007)
4. Малько Юрій Феодосійович (2008–2010)
5. Пасько Сергій Олексійович (2010–2019)
6. Бильєв Дмитро Сергійович (2019) т.п.
7. Щербатюк Мирослава Дмитрівна (2019[2]-)